# مدوزا
مدوزا (انگلیسی: Meduza; روسی: Медуза، نامگذاری شده از الهه یونانی مدوسا) یک وبگاه خبری مستقل به زبان روسی و انگلیسی است که دفتر مرکزی آن در ریگا، لتونی واقع شده‌است. این وبگاه در سال ۲۰۱۴ توسط گروهی از کارمندان سابق وبگاه خبری مستقل Lenta.ru تأسیس شد. اساس این رسانهٔ خبری بر برنامه‌های موبایل رایگان برای سیستم‌عامل‌های آی‌اواس، ویندوز فون و اندروید مبتنی است. شعار نیمه رسمی این پورتال «کرملین را غمگین کن» است.

## تاریخچه
در سال ۲۰۱۴، گالینا تیمچنکو پس از مصاحبه با بخش راست‌گرا، توسط الکساندر ماموت، یکی از حامیان ولادیمیر پوتین از مقام خود به‌عنوان سردبیر وبگاه Lenta.ru، اخراج شد. او پس از آن وبگاه جدید مدوزا را در اکتبر ۲۰۱۴ راه اندازی کرد. پس از آن چندین روزنامه‌نگار که سابقاً در وبگاه Lenta.ru کار می‌کردند، به این وبگاه جدید آنلاین پیوستند.
تیمچنکو به فوربس گفته‌است که تصمیم برای راه‌اندازی پایگاه مدوزا در لتونی گرفته شده‌است زیرا «در حال حاضر، ایجاد یک انتشارات مستقل به زبان روسی در لتونی امکان‌پذیر است، در حالی که در روسیه چنین نیست». علاوه بر این، تیمچنکو اظهار داشته‌است که «ما فهمیدیم که در روسیه، به احتمال زیاد، آنها به ما اجازه کار نخواهند داد.»
میخائیل خودورکوفسکی، تاجر و الیگارش سابق روسی و بوریس زیمین، غول مخابراتی، به‌عنوان سرمایه‌گذاران منفعل این رسانه در نظر گرفته شدند، اما بعداً «به دلایل استراتژیک و عملیاتی» راه خود را از هم جدا کردند. تیمچنکو گفت که خودورکوفسکی خواهان کنترل ۱۰۰ درصدی مدوزا بود؛ چیزی که او آن را غیرقابل قبول می‌دانست. به دلایل مالی، تیمچنکو و سرگئی نازارکین، شریک او در اموند اند اسمیت، مدوزا را در لتونی پایه‌گذاری کردند.
در فوریهٔ ۲۰۱۵، نسخهٔ انگلیسی‌زبان این وبگاه نیز راه‌اندازی شد. در ژانویهٔ ۲۰۱۶، بنیان‌گذار و مدیر اجرایی (مدیر عامل) گالینا تیمچنکو نقش سردبیری را به معاون خود ایوان کولپاکف سپرد.
در اوت ۲۰۱۷، مدوزا همکاری خود با بازفید نیوز، وبگاه خبری آمریکایی را آغاز کرد. این مشارکت شامل انتشار مطالب یکدیگر، تبادل تجربیات و انجام و انتشار تحقیقات مشترک می‌شد.
در ۲۰ اکتبر ۲۰۱۸، در جشن سالانهٔ این نشریه، ایوان کولپاکف، سردبیر و یکی از بنیانگذاران مدوزا، طبق گزارشات، همسر یکی از کارمندان را مورد آزار و اذیت قرار داد و گفت: «تو تنها کسی هستی که در این مهمانی می‌توانم آزار و اذیت کنم و از آن فرار کنم.» کولپاکف پس از آن موقتاً تعلیق شد تا اینکه مدوزا علناً او را محکوم کرد و دوباره به کارش بازگرداند. این رویداد باعث واکنش شدید کاربران در رسانه‌های اجتماعی شد. در ۹ نوامبر کولپاکف استعفای خود را اعلام کرد و گفت که «این تنها راه برای جلوگیری از بحرانی است که وبگاه را فرا گرفته و آسیب به شهرت آن را به حداقل می‌رساند.» او در ۱۱ مارس ۲۰۱۹ به‌عنوان سردبیر به این رسانه بازگردانده شد.
در سال ۲۰۱۹، مدوزا پادکست انگلیسی پراودای برهنه را راه‌اندازی کرد، که نشان می‌دهد گزارش‌های برتر مدوزا چگونه با تحقیقات و تخصص گسترده‌تری که در مورد روسیه وجود دارد، تلاقی می‌کند.
در ماه مهٔ ۲۰۲۲، هلسینگین سانمات انتشار برخی از مقالات مدوزا به زبان فنلاندی را آغاز کرد.

## ساختار
تا سال ۲۰۱۴ مدوزا تیمی متشکل از ۲۰ روزنامه‌نگار داشته‌است. هیچ خبرنگار لتونیایی در این پروژه مشارکت ندارد.
از مارس ۲۰۱۵، مدوزا یک خبر روزانه به نام «مدوزا عصرانه» را منتشر می‌کند.
در سپتامبر ۲۰۲۲، این وبگاه از یک صندوق ایمیل انگلیسی با نام «The Beet» با هدف تقویت «دیدگاه‌های محلی» از اروپای مرکزی/شرقی، قفقاز و آسیای مرکزی، «بدون تمرکز بر مسکو» رونمایی کرد.

## مخاطبان
سه ماه پس از افتتاح، نشریهٔ اینترنتی مدوزا دارای ۱٫۳ میلیون خوانندهٔ ماهانه کسب کرد. در سال ۲۰۱۷، مدوزا ۷٫۵ میلیون خوانندهٔ ماهانه و ۲ میلیون دنبال‌کننده در شبکه‌های اجتماعی داشته‌است. به‌گفتهٔ مدیالوژیا، شرکتی که سایت‌های انحصاری روسی را در رسانه‌ها و شبکه‌های اجتماعی رصد و تحلیل می‌کند، مدوزا در سال ۲۰۲۰ پیشروترین وبگاه روسی در میان پیوندهای رسانه‌های اجتماعی بوده‌است. تا مارس ۲۰۲۲، وبگاه مدوزا بین ۱۲ تا ۱۸ میلیون بازدیدکنندهٔ ماهانه داشته‌است. اکثر مخاطبان این وبگاه کمتر از ۴۵ سال سن دارند.
مدوزا به تمام پوشش‌های خود در مورد جنگ در اوکراین تحت مجوز کرییتیو کامنز دسترسی منبع‌باز اعطا می‌کند. مقالات این وبگاه را می‌توان به‌طور کامل تجدید چاپ کرد (مجوز CC BY 4.0 که بر تصاویر اعمال نمی‌شود).

## سانسور
مدوزا قصد دارد بازاری را پر کند که به‌دلیل «فهرست طولانی از موضوعات ممنوعه که رسانه‌های روسی به دلایل مختلف مطرح نمی‌کنند—سانسور مستقیم و غیرمستقیم» به‌وجود آمده‌است.
یک روز پس از راه‌اندازی وبگاه مدوزا در قزاقستان مسدود شد؛ عملی که احتمالاً به‌دلیل انتشار مقاله‌ای در مورد شهر اوسکمن انجام گرفته‌است. دسترسی به این وبگاه در ازبکستان نیز مسدود شده‌است.
در ژوئن ۲۰۱۹، ایوان گولونف، روزنامه‌نگار مدوزا توسط پلیس روسیه به اتهام جرایم مواد مخدر دستگیر شد. همکاران و دوستان گولونف گفتند که آن‌ها معتقدند که این اتهامات ساختگی بوده و دلیل دستگیری او، تحقیقات او در مورد فساد بوده‌است. پس از اعتراض عمومی، گولونف آزاد شد و پنج افسر پلیس اخراج و سپس دستگیر شدند.
در ۲۳ آوریل ۲۰۲۱، وزارت دادگستری روسیه مدوزا را به‌عنوان یک «عامل خارجی» معرفی کرد. در پاسخ، اتحادیه اروپا این تصمیم را رد کرد و گفت که این محدودیت «بر خلاف تعهدات بین‌المللی روسیه و تعهدات حقوق بشری است». اقدامات روسیه باعث ایجاد مشکلات مالی برای مدوزا شد، زیرا آن‌ها بسیاری از تبلیغ‌کنندگان روسیه را که منبع اصلی درآمد وبگاه بودند، از نمایش تبلیغات خود در صفحات مدوزا منع کردند. این منجر به یک کمپین بین‌المللی برای جمع‌آوری بودجه برای تضمین حیات مدوزا از طریق کمک‌های مالی و خرید اشتراک شد. تیمچنکو گفت که این محدودیت، دستیابی به منابعی را که مایل به گفتگو با خبرنگاران مدوزا هستند – به‌ویژه بدون محافظت از ناشناس بودن، دشوارتر کرده‌است.
مدوزا سرمقاله‌ای را منتشر کرد که در آن حمله روسیه به اوکراین در سال ۲۰۲۰ در ۲۴ فوریهٔ ۲۰۲۲ را محکوم می‌کرد. به‌دلیل پوشش وبگاه از این حمله، این وبگاه در میان سایر وبگاه‌های خبری به‌دلیل «نشر سیستماتیک جعلیات» توسط روسکماندزور در خاک روسیه مسدود شد. علیرغم اقدامات روسکماندزور، مدوزا موفق شد اکثر خوانندگان روسی خود را حفظ کند، اما تحریم‌های اقتصادی اعمال‌شده بر روسیه به‌دلیل حمله این کشور به اوکراین، به اقتصاد مدوزا نیز ضربه زد، زیرا تحریم‌ها ارسال کمک‌های مالی از روسیه را تقریباً غیرممکن ساخت و ۳۰٬۰۰۰ عضو وبگاه در داخل مرزهای روسیه به‌طور ناگهانی دیگر نتوانستند به وبگاه کمک مالی کنند. در نتیجه، مدوزا کمپینی را راه‌اندازی کرد که به‌دنبال دریافت کمک‌های مالی از طرفداران جدید وبگاه خارج از روسیه بود. در ۱۱ مارس، گزارشگران بدون مرز اعلام کرد که یک وبگاه آینه راه‌اندازی شده‌است. ایلیا کراسیلشچیک، روزنامه‌نگار روسی، ناشر سابق مدوزا، تحت قانون «اخبار جعلی» به‌دلیل محکوم کردن جنگ در اوکراین، متهم شد.
در ۲۶ ژانویهٔ ۲۰۲۳، دفتر دادستان کل روسیه مدوزا را به‌عنوان یک سازمان نامطلوب در روسیه معرفی کرد. در مارس ۲۰۲۳، تیمچنکو گفت که در حالی که «تبلیغات روسیه منابع مالی عظیمی دارد» و دولت می‌تواند میلیاردها دلار برای انتشار اطلاعات نادرست هزینه کند، مدوزا «کمپین سرمایه‌گذاری کوچکی از سوی افراد خیرخواه در سراسر جهان و برخی حمایت‌های سازمان‌های بین‌المللی» دارد.

## جوایز
در دسامبر ۲۰۱۶، ایلنور شرفیف برای مقالهٔ ۱۸ هزار روبل برای هر نفر که در مدوزا منتشر کرده بود، جایزه ردکولجیا را دریافت کرد.
در سال ۲۰۲۲، گالینا تیمچنکو به‌عنوان مدیر عامل و ناشر مدوزا جایزهٔ آزادی مطبوعات کمیته حفاظت از روزنامه‌نگاران (CJP) را به‌خاطر «دستاورد فوق‌العاده و پایدار در زمینه آزادی مطبوعات» دریافت کرد.